# Anna Sisková
| jaar | rang enkelspel | rang dubbelspel |
| ---- | -------------- | --------------- |
| 2016 | –              | 1008            |
| 2017 | 1081           | 1194            |
| 2018 | 778            | 856             |
| 2019 | 565            | 774             |
| 2020 | 556            | 658             |
| 2021 | 271            | 264             |
| 2022 | 338            | 170             |
| 2023 | 342            | 89              |
| 2024 | 623            | 79              |

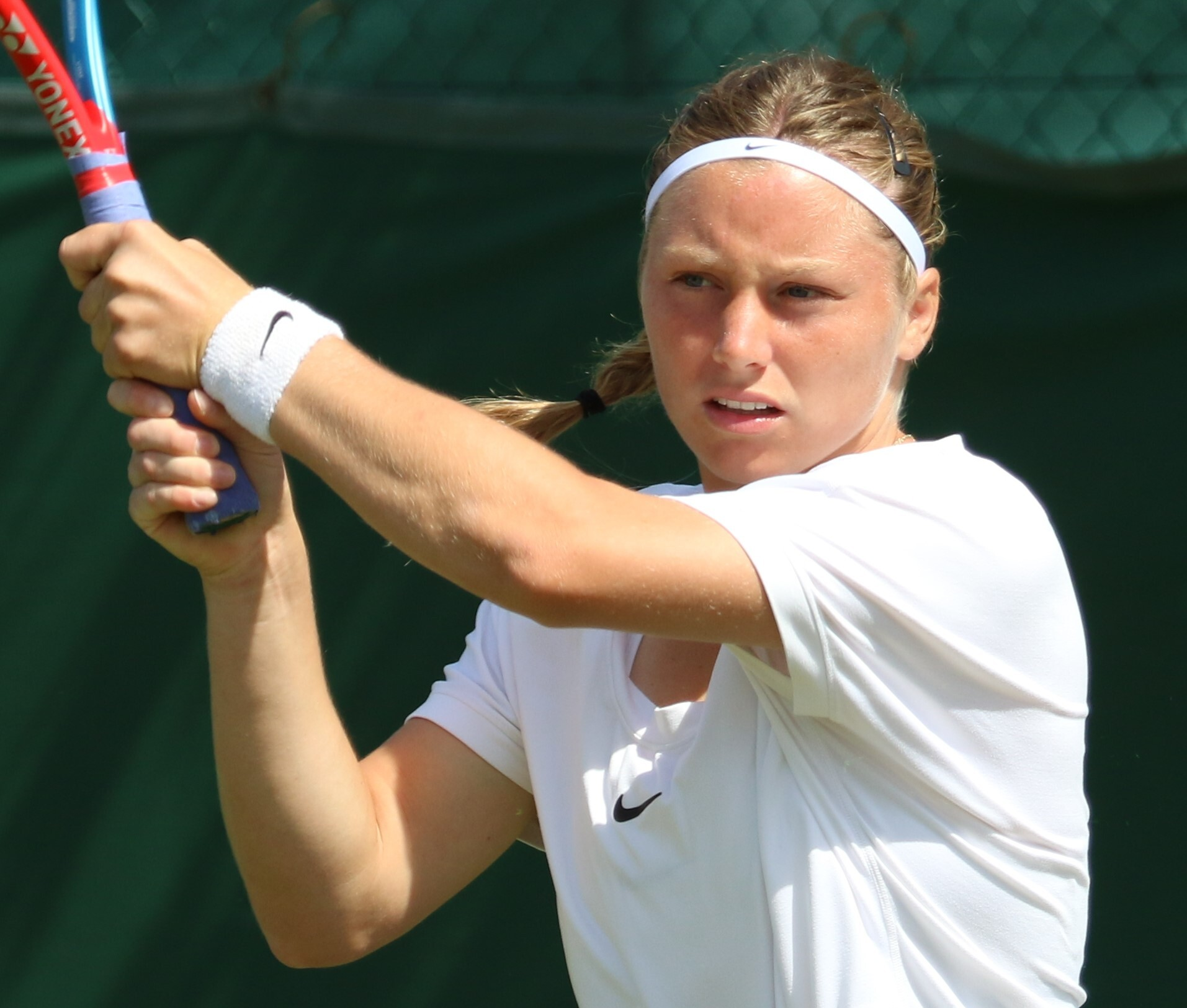
Wimbledon 2022 (kwalificatie)

Anna Sisková (Olomouc, 1 juli 2001) is een tennisspeelster uit Tsjechië. Sisková speelt rechtshandig en heeft een tweehandige backhand. Zij is actief in het internationale tennis sinds 2016.

## Persoonlijk
Sisková is de dochter van Kateřina Kroupová-Sisková, beroepstennisspeelster in de jaren 1990.

## Loopbaan

### Enkelspel
Sisková debuteerde in 2016 op het ITF-toernooi van Olomouc (Tsjechië). Zij stond in 2019 voor het eerst in een finale, op het ITF-toernooi van Telavi (Georgië) – zij verloor van de Roemeense Oana Georgeta Simion. In 2020 veroverde Sisková haar eerste titel, op het ITF-toernooi van Palmanova (Spanje), door de Spaanse Alba Rey García te verslaan. Tot op heden(juli 2025) won zij zeven ITF-titels, de meest recente in 2025 in Sharm-el-Sheikh (Egypte).
In 2021 speelde Sisková voor het eerst op een WTA-hoofdtoernooi, op het toernooi van Montevideo. Haar beste resultaat op de WTA-toernooien is het bereiken van de tweede ronde, op het toernooi van Boedapest 2023.

### Dubbelspel
Sisková behaalde in het dubbelspel betere resultaten dan in het enkelspel. Zij debuteerde in 2015 op het ITF-toernooi van Olomouc (Tsjechië), samen met de Slowaakse Barbora Kollárová. Zij stond in 2018 voor het eerst in een finale, op het ITF-toernooi van Minsk (Wit-Rusland), geflankeerd door Wit-Russin Anna Koebareva – zij verloren van het Turkse duo İpek Öz en Melis Sezer. Later dat jaar veroverde Sisková haar eerste titel, op het ITF-toernooi van Boekarest (Roemenië), samen met de Amerikaanse Natalie Suk, door het Roemeense duo Cristina Adamescu en Andreea Ghițescu te verslaan. Tot op heden(juli 2025) won zij 25 ITF-titels, de meest recente in 2025 in Kuršumlijska Banja (Servië).
In 2021 speelde Sisková voor het eerst op een WTA-hoofdtoernooi, op het toernooi van Montevideo, samen met de Oekraïense Valerija Strachova – zij bereikten er de tweede ronde. Zij stond in 2023 voor het eerst in een WTA-finale, op het WTA 125-toernooi van Makarska, samen met landgenote Renata Voráčová – zij verloren van het koppel Ingrid Neel en Wu Fang-hsien. Een maand later bereikte zij een WTA 250-finale, op het toernooi van Boedapest met de Amerikaanse Jessie Aney aan haar zijde.
In september 2023 kwam zij binnen op de top 100 van de wereldranglijst, na het winnen van haar eerste WTA-titel op het toernooi van Bari samen met de Poolse Katarzyna Kawa.
In 2024 had Sisková haar grandslamdebuut op Roland Garros, waaraan zij met landgenote Miriam Kolodziejová als alternate kon deelnemen – zij bereikten er de tweede ronde.
Tot op heden(juli 2025) won zij vier WTA-titels, de meest recente in 2025 in La Bisbal d'Empordà, samen met de Belgische Magali Kempen.
Haar hoogste notering op de WTA-ranglijst is de 56e plaats, die zij bereikte in juli 2025.

## Resultaten grandslamtoernooien
| Legenda | Legenda                          |
| ------- | -------------------------------- |
| g.t.    | geen toernooi gehouden           |
| l.c.    | lagere categorie                 |
| –       | niet deelgenomen                 |
| G       | uitgeschakeld in de groepsfase   |
| 1R      | uitgeschakeld in de eerste ronde |
| 2R      | uitgeschakeld in de tweede ronde |
| 3R      | uitgeschakeld in de derde ronde  |
| 4R      | uitgeschakeld in de vierde ronde |
| KF      | uitgeschakeld in de kwartfinale  |
| HF      | uitgeschakeld in de halve finale |
| F       | de finale verloren               |
| W       | het toernooi gewonnen            |
| w-v     | winst/verlies-balans             |

### Enkelspel
geen deelname

### Vrouwendubbelspel
| toernooi        | 2024 | 2025 |
| --------------- | ---- | ---- |
| Australian Open | –    | 2R   |
| Roland Garros   | 2R   | 3R   |
| Wimbledon       | 2R   | 2R   |
| US Open         | 2R   |      |

## Palmares
| Legenda                 |
| ----------------------- |
| Grandslamtoernooi       |
| Olympische Spelen       |
| Year-End Championships  |
| Premier Mandatory       |
| Premier Five / WTA 1000 |
| Premier / WTA 500       |
| International / WTA 250 |
| Challenger / WTA 125    |

### WTA-finaleplaatsen enkelspel
geen

### WTA-finaleplaatsen vrouwendubbelspel
| nr.              | finale     | toernooi                | ondergrond    | partner                    | tegenstandsters                             | score            |         |
| ---------------- | ---------- | ----------------------- | ------------- | -------------------------- | ------------------------------------------- | ---------------- | ------- |
| gewonnen finales |            |                         |               |                            |                                             |                  |         |
| 1.               | 2023-09-10 | WTA Bari                | gravel        | Katarzyna Kawa             | Valentini Grammatikopoulou Elixane Lechemia | 6-1, 6-2         | details |
| 2.               | 2024-04-06 | WTA La Bisbal d'Empordà | gravel        | Miriam Kolodziejová        | Tímea Babos Dalma Gálfi                     | walk-over        | details |
| 3.               | 2025-02-09 | WTA Cluj-Napoca         | hardcourt (i) | Magali Kempen              | Jaqueline Cristian Angelica Moratelli       | 6-3, 6-1         | details |
| 4.               | 2025-04-05 | WTA La Bisbal d'Empordà | gravel        | Magali Kempen              | Darja Semeņistaja Nina Stojanović           | 7-6, 6-1         | details |
| verloren finales |            |                         |               |                            |                                             |                  |         |
| 1.               | 2023-06-10 | WTA Makarska            | gravel        | Renata Voráčová            | Ingrid Neel Wu Fang-hsien                   | 3-6, 5-7         | details |
| 2.               | 2023-07-23 | WTA Boedapest           | gravel        | Jessie Aney                | Katarzyna Piter Fanny Stollár               | 2-6, 6-4, [4-10] | details |
| 3.               | 2023-09-16 | WTA Boekarest           | gravel        | Valentini Grammatikopoulou | Angelica Moratelli Camilla Rosatello        | 5-7, 4-6         | details |
| 4.               | 2024-06-22 | WTA Gaiba               | gras          | Miriam Kolodziejová        | Hailey Baptiste Alycia Parks                | 6-7, 2-6         | details |

### Gewonnen ITF-toernooien enkelspel
| nr. | finale     | toernooi        | dotatie  | ondergrond | tegenstandster in finale | score         |
| --- | ---------- | --------------- | -------- | ---------- | ------------------------ | ------------- |
| 1.  | 2020-02-09 | Palmanova       | $ 15.000 | gravel     | Alba Rey García          | 6-3, 6-1      |
| 2.  | 2021-01-03 | Monastir        | $ 15.000 | hardcourt  | Amélie Van Impe          | 0-6, 6-4, 7-6 |
| 3.  | 2021-10-10 | Lima            | $ 25.000 | gravel     | Dea Herdželaš            | 3-6, 7-5, 6-0 |
| 4.  | 2024-03-10 | Sharm-el-Sheikh | $ 15.000 | hardcourt  | Katarína Kužmová         | 6-4, 4-6, 6-2 |